# اس‌ای‌آی. ۲۰۷ آمبروسینی
اس‌ای‌آی. ۲۰۷ آمبروسینی (به انگلیسی: Ambrosini_SAI.207) یک هواگرد ملخ‌پیشین تک‌موتوره از نوع Light fighter ساخت شرکت Società Aeronautica Italiana / Ambrosini است. هواگرد اس‌ای‌آی. ۲۰۷ آمبروسینی نخستین پروازش را در Spring 1941 میلادی انجام داد. در مجموع، تعداد ۱۴ فروند از این هواگرد ساخته شده‌است.
طراح این هواگرد، Sergio Steffanuti بود.